# Ronald Ramos
Ronald Ramos (El Alto, Bolivia; 20 de abril de 1997) es un bailarín boliviano perteneciente a la farándula del país. Su figura pasó a la fama nacional en el año 2016 por su célebre frase "No es que te ralles así".

## Biografía
Ronald Ramos nació el 20 de abril de 1997 en la ciudad de El Alto del departamento de La Paz. Inició sus estudios primarios y secundarios en su ciudad natal, estudiando en la unidad educativa Cuerpo de Cristo Fe y Alegría. 
El año 2011, a sus 14 años de edad, sus padres se divorciaron por la cual su madre tuvo que empezar a trabajar para sostener económicamente al hogar. Esto conllevó también a que Ronald tuviera que dejar el colegio y empezar a trabajar de albañil.

### No es que te ralles así (2016)
En abril de 2016, a sus 19 años, después de un partido de fútbol con sus amigos, Ronald se fue a compartir algunas bebidas alcohólicas con sus amigos, donde minutos después lanza su famosa frase que lo llevaría a la fama a nivel nacional: "Pero no es que te ralles así, reyendote Ja Ja Ja...". A finales de octubre y principios de noviembre de 2016, su vídeo subido a YouTube, se hizo viral en todas las redes sociales de Bolivia en donde semanas después su frase empezó a ser utilizada en grabaciones y ediciones musicales de cumbia, de música electrónica y en spots publicitarios.

### Reconocimiento municipal
Una vez que su frase fuera lanzada a la fama, Ronald Ramos se entrevistó con la alcaldesa de la ciudad de El Alto Soledad Chapetón a petición de esta. En la entrevista personal con la alcaldesa, ella le recomendó a Ramos dejar de dedicarse al alcoholismo y seguir adelante.
El 2 de marzo de 2017 (previo a las fiestas del 32 aniversario de la fundación de El Alto del 6 de marzo), el concejo municipal, entregó un reconocimiento a Ronald Ramos por ser un destacado alteño. Esta medida conllevó a varias críticas y protestas por parte de la sociedad boliviana como también alteña que lanzaron fuertes acusaciones, criticando duramente a la gestión municipal de la alcaldesa Soledad Chapetón por condecorar a personas que no aportaron en nada con el progreso de la ciudad de El Alto.
Después de haber sido reconocido por el concejo municipal alteño, Ramos declaró a la prensa, que estaría dispuesto a devolver el reconocimiento de la alcaldía alteña, esto debido a las fuertes críticas lanzadas hacia el mediante las redes sociales.
En ese mismo mes (marzo de 2017), Ronald Ramos fue invitado por la cadena televisiva Red UNO para participar en el programa de baile de la cuarta temporada del Bailando por un Sueño.
En la actualidad, Ramos se dedica a la animación de orquestas y grupos musicales en diferentes acontecimientos públicos.

## Casos Legales
Entre finales de mayo y principios de junio del 2020 fue acusado de violación, el caso fue remitido a las autoridades.